# Gáláns beszélgetés

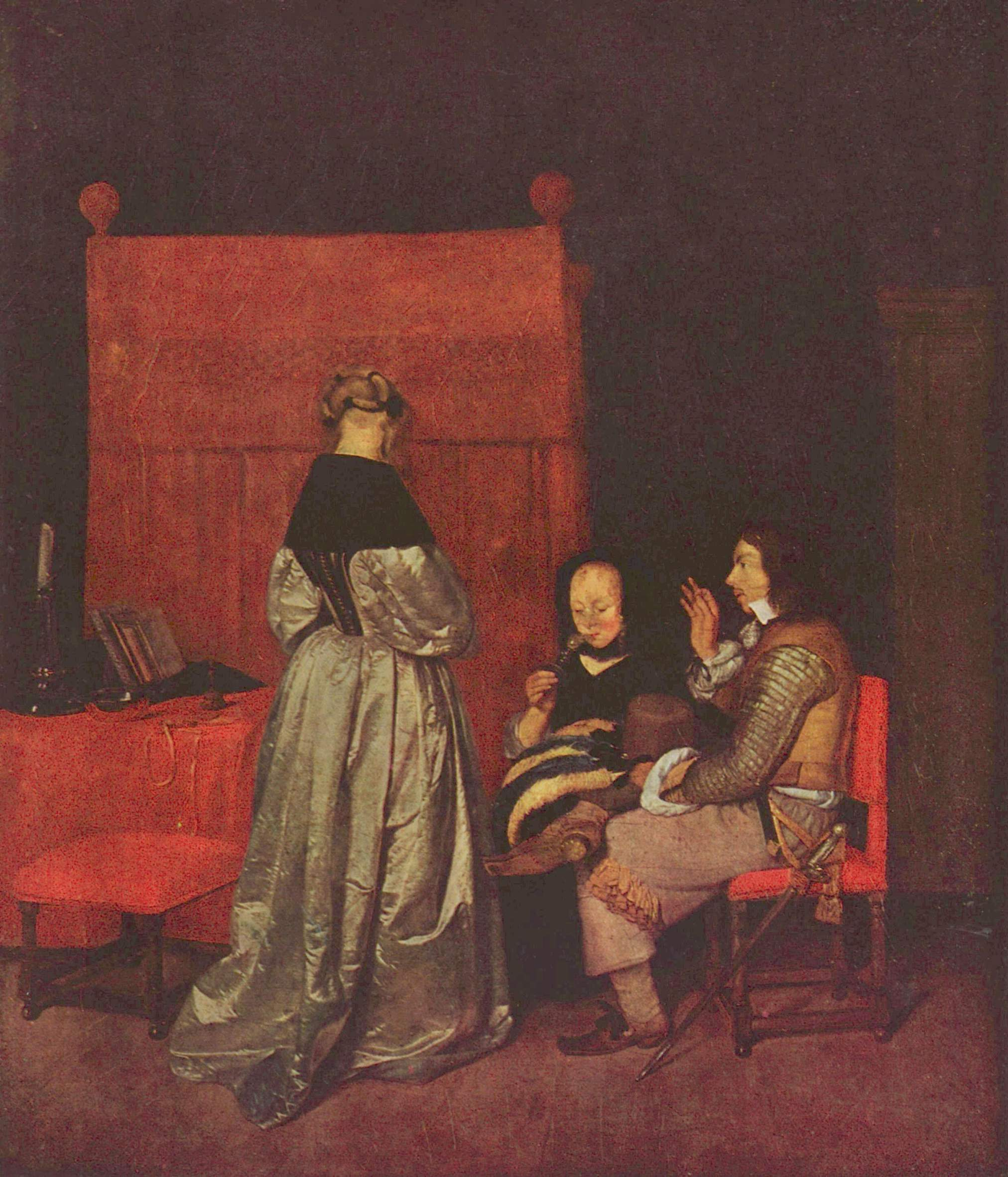
A berlini festmény

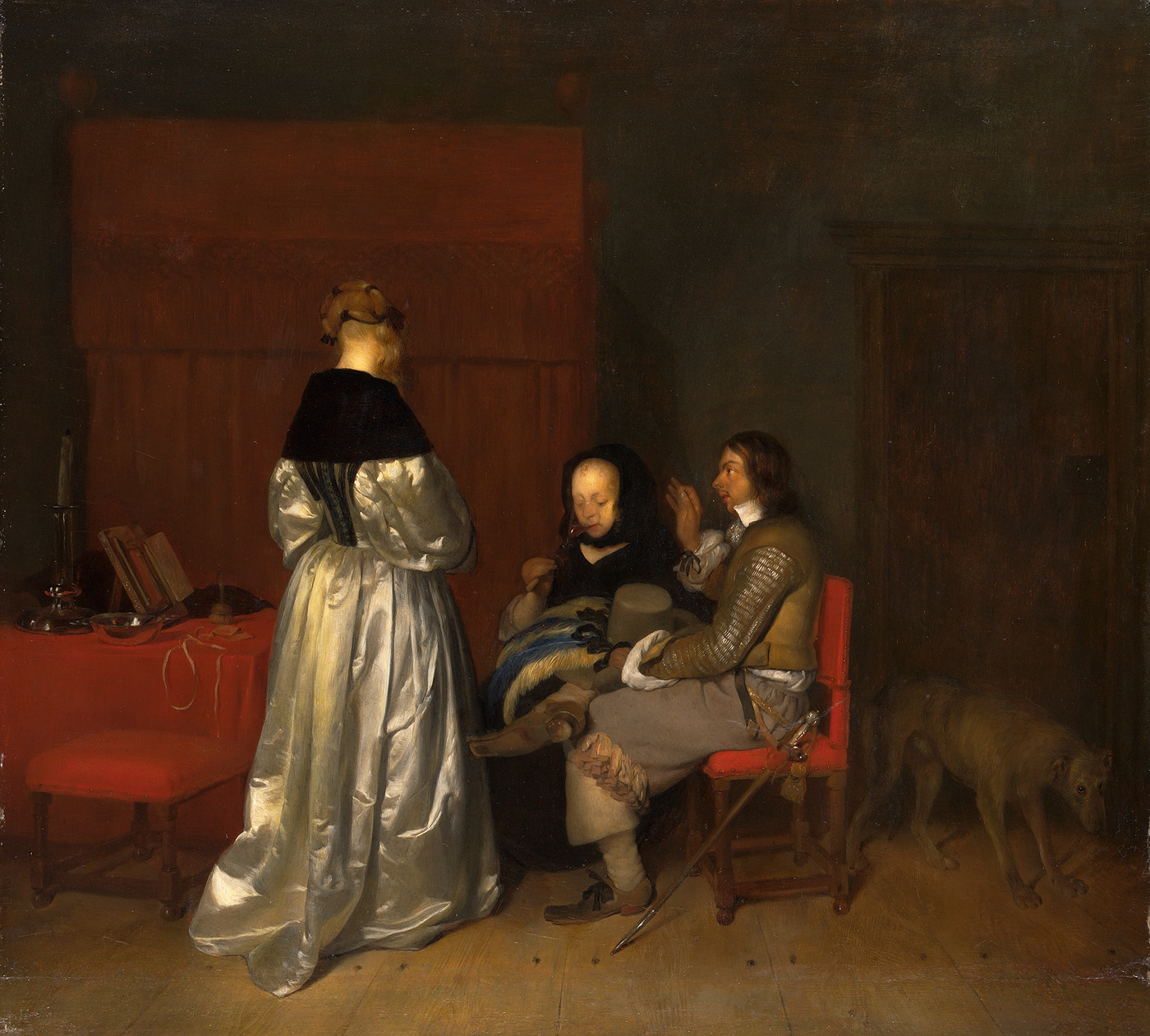
Másolat, Charles van Beveren munkája, Amszterdami Múzeum

Az utólag Gáláns beszélgetés címet kapott festményt Gerard Terborch festette 1654 körül. A mű a holland festészet aranykorának egyik jellegzetes életképe, amelynek jelentős irodalma jött létre a művészettörténetben.
Ebben a korban az alkotók maguk általában nem adtak címet képeiknek. A 18. század végén a festményről készült egyik francia nyomat az Atyai intelem címet használta, úgy vélve, hogy az egy apát ábrázol, aki megdorgálja a lányát. A festmény maga sokáig ezen a címen szerepelt a katalógusokban. Modern művészettörténészek azonban arra a következtetésre jutottak, hogy itt inkább két fiatal ismerkedő beszélgetéséről, vagy még inkább egy elegáns bordélyház jelenetéről van szó.
A festmény Gerard Terborch által alkotott egyik változata az amszterdami Rijksmuseumban, egy másik a berlini Gemäldegalerieben tekinthető meg. A berlini változat 70x60 cm-es, az amszterdami verzió 71x73 cm-es, és a jobboldalon megjelenik rajta egy kutya és egy ajtó.

## Leírás
A festményen egy férfi beszél egy fiatal nőhöz. A nő elegáns szatén ruhát visel. A férfi katonai öltözetben van, finoman díszített kalapot tart az ölében. Kezével gesztikulál, szája kissé nyitva van. A közöttük ülő asszony maga elé néz és kortyol borából, mintha nem érdekelné a beszélgetés. A lány mellett az asztalon égő gyertya, tükör, púderes doboz, fésűk és egy díszszalag hever. A beállítás egyszerű, de eleganciát sugall, ami illik a képen szereplő két nőhöz. A férfi széke mögött egy bozontos kutya látható, a háttérben pedig egy nagy befüggönyözött ágy.
A fényes szaténruha ellenpontozza a kép egyébként sötét tónusát és magára vonja a néző figyelmét. Terborch az öltözőasztallal hangsúlyozza, hogy egy női budoárban vagyunk. Az álló lányhoz közel álló tárgyak jelzik, hogy az „ő terében” folyik a beszélgetés.

## Értelmezés
A 19. és a 20. században a kép értelmezése az volt, hogy azon egy apa vonja felelősségre a lányát valamiféle helytelen viselkedés miatt, míg az anya türelmesen ül mellettük. Ez a megközelítés azonban számos problémát vetett fel, és később a műértők inkább két fiatal ismerkedését látták bele a festménybe. A férfi apának és az ülő hölgy férjének túl fiatal, inkább kérőnek lehet tekinteni. Egy másik értelmezési kísérlet szerint egy elegáns bordélyház jelenetének vagyunk a tanúi. Az alkotás kellően kétértelmű ahhoz, hogy mindkét vélemény helytálló lehessen.
Amikor a berlini múzeumban lévő képet megtisztították, egyes szakértők egy pénzdarabot véltek felfedezni a férfi felemelt kezének ujjai között. Ez közelebb vitt a bordélybeli jelenet felfogásához, de semmiképpen sem döntő. Más részletek egyformán jól magyarázhatók mindkét elmélettel. Az idős hölgy egyaránt lehet a lány anyja vagy a madám. Az ifjú nő eleganciája éppúgy szólhat egy kérő, mint egy ügyfél számára. A fiatal nő egyenes tartása inkább utal egy formális társalgásra, mint egy nyilvánosház laza légkörére. A nagy ágy a háttérben, a női szépészeti cikkek az asztalon, a férfi kalapján a tollak kissé erotikus hangulatot teremtenek, de ez sem zárja ki a másik értelmezést. A 17. században az ágy drága bútordarab volt, amit gyakran tartottak a legjobb szobában, ahol a vendégeket fogadták.

## Másolatok
A festmény gyorsan népszerű lett. Amint az ebben a korban szokásos volt, maga az alkotó is számos másolatot készített róla és adott el. Más művészektől is legalább 24 másolata, „feldolgozása” ismeretes, Samuel van Hoogstraten egyik képén is szerepel a háttérben a falon lógó festményként.

## Fordítás
- Ez a szócikk részben vagy egészben  a   The Gallant Conversation című angol Wikipédia-szócikk ezen változatának fordításán alapul.  Az eredeti cikk szerkesztőit annak laptörténete sorolja fel. Ez a jelzés csupán a megfogalmazás eredetét és a szerzői jogokat jelzi, nem szolgál a cikkben szereplő információk forrásmegjelöléseként.